# Acropora bifurcata
Acropora bifurcata е вид корал от семейство Acroporidae.

## Разпространение
Видът е разпространен в Австралия, Британска индоокеанска територия, Виетнам, Гуам, Индия, Индонезия, Камбоджа, Мавриций, Малайзия, Малдиви, Микронезия, Палау, Папуа Нова Гвинея, Провинции в КНР, Северни Мариански острови, Сейшели, Сингапур, Соломонови острови, Тайван, Тайланд, Филипини, Шри Ланка и Япония.